# Intasat

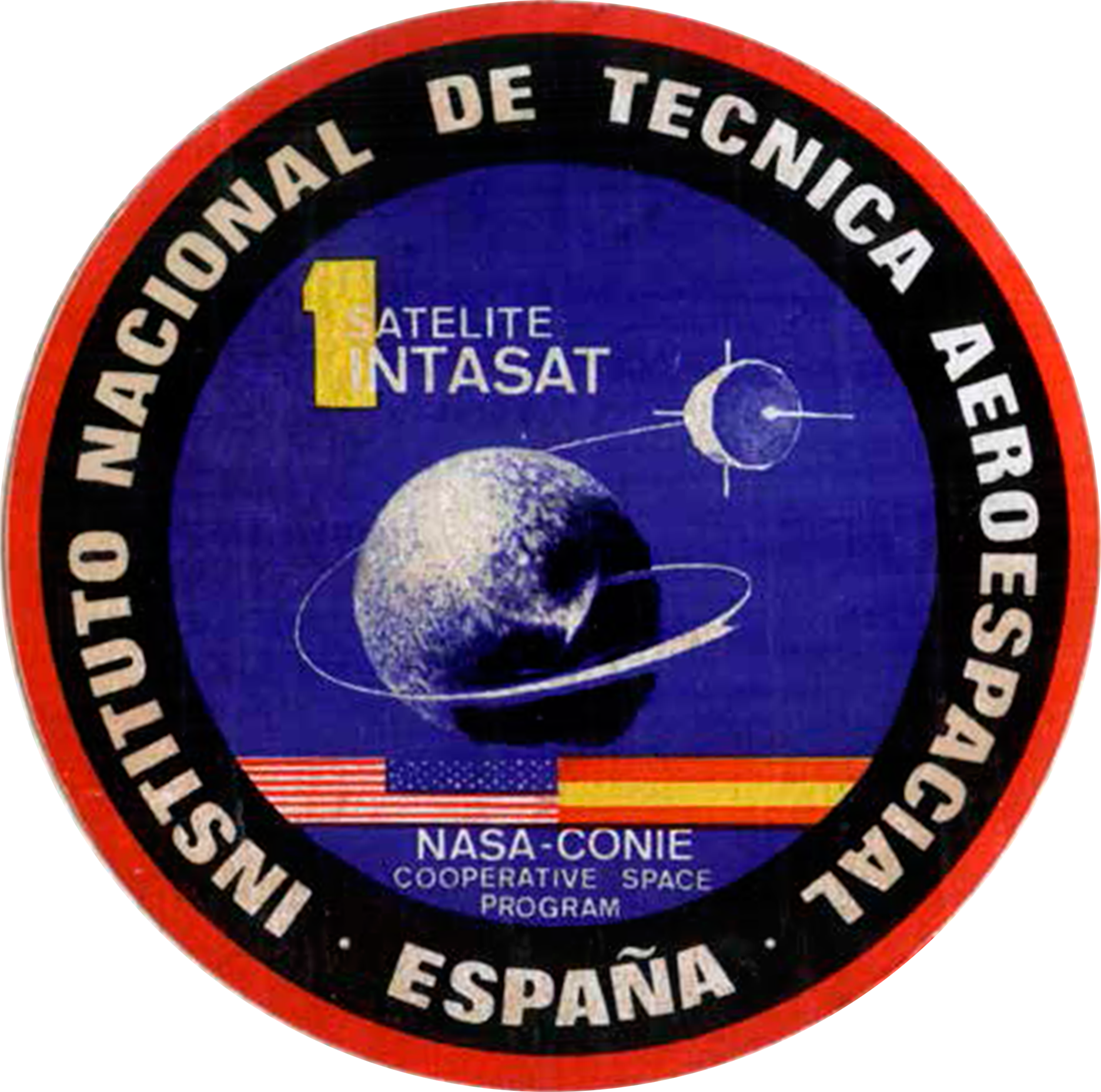
Imagem

Intasat foi o primeiro satélite artificial espanhol que foi lançado no dia 15 de novembro de 1974 por meio de um foguete Delta 2310 a partir da Base da Força Aérea de Vandenberg.

## Características
O Intasat orientava-se magneticamente e era estabilizado através de giro; a sua missão principal foi realizar estudos da ionosfera. O mesmo foi lançado junto com vários outros satélites. Ele tinha a forma de prisma de 12 faces, com uma distância de 44,2 cm entre vértices opostos e 41 cm de altura. As antenas desdobradas radialmente a partir do corpo do satélite mediam cerca de 175 cm contando a partir do centro. Contava também com quatro antenas de 49 cm de largura para telemetria que despregavam diagonalmente em uma das extremidades do satélite. O sistema elétrico funciona com 16 volts e era alimentado por células solares e um conjunto de doze baterias de níquel-cádmio.
O Intasat foi injetado em uma órbita heliossíncrona. Cerca de 40 postos de observação terrestre seguiram o satélite para estudos ionosféricos. O satélite foi desligado automaticamente após dois anos de funcionamento por um temporizador programado.